# Elimination Chamber (2023)
Elimination Chamber (2023) — тринадцатое по счёту шоу Elimination Chamber, премиальное живое шоу производства американского рестлинг-промоушна WWE. Шоу прошло 18 февраля 2023 года на арене «Белл-центр» в Монреале, Квебек, Канада. Шоу транслировалось по системе pay-per-view (PPV) по всему миру и доступно для трансляции через Peacock в США и WWE Network на международном рынке.
Это первое шоу Elimination Chamber, которое прошло в Канаде, и второе, которое состоялось за пределами США после шоу 2022 года. Это также первое крупное мероприятие WWE, которое прошло в Монреале после Breaking Point в сентябре 2009 года.
На шоу было проведено пять матчей. В главном событии Роман Рейнс победил Сами Зейна и сохранил титул неоспоримого чемпиона Вселенной WWE.

## Организация

### Предыстория
Elimination Chamber — это шоу, впервые проведенное американским промоушеном WWE в 2010 году. С тех пор оно проводится каждый год, за исключением 2016 года, обычно в феврале. Концепция мероприятия заключается в том, что внутри структуры Elimination Chamber (рус. Ликвидационная камера) проводятся один или два матча, в которых на кону стоят либо чемпионские титулы, либо будущие шансы на чемпионство.
В 2011 году и с 2013 года в Германии это шоу называлось как No Escape, поскольку было высказано опасение, что название «Ликвидационная камера» может напомнить людям о газовых камерах, использовавшихся во время Холокоста.

### Выбор места проведения шоу
25 октября 2022 года было объявлено, что шоу Elimination Chamber в 2023 году пройдёт за пределами США во второй год подряд. Шоу назначили в Монреале (Канада), на арене Bell Centre. Решение было подкреплено успешной организацией ТВ-записей Smackdown, которые прошли в Монреале 19 августа того же года, и которые были первым телевизионным шоу WWE в Канаде с 2019 года.
Elimination Chamber стало первым с 2019 года и лишь третьим за четырнадцать лет PPV / Премиум-шоу WWE в Канаде.
Для Монреаля это стало первым PPV / Премиум-шоу с 2009 года, когда в городе состоялось Breaking Point.

## Сюжеты к шоу и назначение матчей
Ключевым сюжетом к шоу было противостояние Романа Рейнса и Сами Зэйна, которые недолгим ранее были в одной группировке и находились в тесных взаимоотношениях. Сами Зэйн почти 9 месяцев пытался втереться в доверие к Рейнсу и его соратникам по группировке «Кровная Связь», но в итоге не выдержал жесткого и агрессивного поведения Рейнса и на «Royal Rumble» атаковал его стулом. На первом Smackdown после Royal Rumble Сами Зэйн снова напал на Романа Рейнса и попытался избить его, потребовав Чемпионский матч. Рейнс при помощи Джимми Усо и Соло Сикоа отбился, но затем не позволил соратникам добить Сами и согласился на этот матч, пообещав прикончить Зэйна перед его родными и близкими в Монреале, где было назначено это шоу. Накануне шоу на Smackdown 17 февраля, которое также прошло в Монреале, Сами Зэйну устроили настоящую овацию, на которую Зэйн ответил несколькими репликами на французском языке, пообещав разобраться с Рейнсом.

## Матчи
| №                               | Результаты                                                                                            | Условия                                                                                           | Время |
| ------------------------------- | --- | ------------------------------------------------------------------------------------------------- | ----- |
| 1                               | Аска победила Ракель Родригес, Никки Кросс, Лив Морган, Наталью и Кармеллу                            | Матч Elimination Chamber за право матча за титул чемпиона WWE Raw среди женщин на WrestleMania 39 | 19:30 |
| 2                               | Бобби Лэшли победил Брока Леснара по дисквалификации                                                  | Одиночный матч                                                                                    | 4:45  |
| 3                               | Эдж и Бет Феникс победили «Судный день» (Финн Балор и Рея Рипли) (с Домиником Мистерио)               | Матч смешанных команд                                                                             | 13:50 |
| 4                               | Остин Тиори (с) победил Сета Роллинса, Джонни Гаргано, Бронсона Рида , Дамиана Приста и Монтеза Форда | Матч Elimination Chamber за титул чемпиона Соединённых Штатов WWE                                 | 32:20 |
| 5                               | Роман Рейнс (c) (с Полом Хейманом) победил Сами Зейна                                                 | Одиночный матч за титул неоспоримого чемпиона Вселенной WWE                                       | 32:20 |
| - (ч) – чемпион на начало матча | |                                                                                                   |       |

## Последствия
Роман Рейнс одолел Сами Зэйна и подтвердил чемпионский статус, отправившись на WrestleMania 39 защищать титул от победителя Королевской битвы Коди Роудса.